# Dulacia inopiflora
Dulacia inopiflora är en tvåhjärtbladig växtart som först beskrevs av John Miers, och fick sitt nu gällande namn av Carl Ernst Otto Kuntze. Dulacia inopiflora ingår i släktet Dulacia och familjen Olacaceae. Inga underarter finns listade i Catalogue of Life.